# Charleston nemzetközi repülőtér
A Charleston nemzetközi repülőtér (IATA: CHS, ICAO: KCHS) az Amerikai Egyesült Államok egyik nemzetközi repülőtere, amely Charleston közelében található. Éves utasforgalma 5 322 147 fő (2022).

## Futópályák
A repülőtér futópályái:
- 03/21 (7000 ft, 150 ft, beton)
- 15/33 (9001 ft, 150 ft, beton)

## Forgalom
Az utasforgalom az elmúlt években az alábbi módon változott:
| Utasok száma | 1 585 331 | 1 597 109 | 2 143 105 | 2 275 541 | 2 021 328 | 2 612 263 | 3 415 952 | 3 987 427 | 1 952 271 | 5 322 147 |
|              | 1999      | 2002      | 2005      | 2007      | 2010      | 2012      | 2015      | 2017      | 2020      | 2022      |

## Légitársaságok és úticélok
2025-ben a Charleston nemzetközi repülőtérről az alábbi járatok indulnak (Utoljára frissítve: 2025-01-5):

### Személy
| Légitársaság         | Célállomások | Refs          |
| -------------------- | --- | ------------- |
| Air Canada Express   | Toronto–Pearson | [ 2 ]         |
| Alaska Airlines      | Seattle/Tacoma | [ 3 ]         |
| Allegiant Air        | Cincinnati Szezonális: Columbus–Rickenbacker, Indianapolis, Louisville, Pittsburgh | [ 4 ]         |
| American Airlines    | Charlotte, Dallas/Fort Worth, Miami, Philadelphia Szezonális: Washington–National | [ 5 ]         |
| American Eagle       | Charlotte, Chicago–O'Hare, Miami, Philadelphia, Washington–National Szezonális: Dallas/Fort Worth | [ 5 ]         |
| Avelo Airlines       | Szezonális: New Haven | [ 6 ]         |
| BermudAir            | Bermuda (kezdődik 2025. április 19-től) | [ 7 ]         |
| Breeze Airways       | Akron/Canton, Cincinnati, Columbus–Glenn, Fort Myers, Hartford, Long Island/Islip, Louisville, Manchester (NH), Newburgh, New Haven (kezdődik 2025. február 6-tól), New Orleans, Norfolk, Orlando, Pittsburgh, Portland (ME), Providence, Richmond, Syracuse, Tampa, White Plains Szezonális: Los Angeles, West Palm Beach | [ 11 ]        |
| Delta Air Lines      | Atlanta, Boston, Minneapolis/St. Paul, New York–LaGuardia Szezonális: Detroit | [ 12 ]        |
| Delta Connection     | Boston, Detroit, New York–JFK, New York–LaGuardia | [ 12 ]        |
| Frontier Airlines    | Szezonális: Philadelphia | [ 13 ]        |
| JetBlue              | Boston, Fort Lauderdale, New York–JFK | [ 14 ]        |
| Southwest Airlines   | Baltimore, Chicago–Midway, Dallas–Love, Denver, Houston–Hobby, Nashville Szezonális: Austin, Kansas City (újrakezdődik 2025. június 7-től), St. Louis | [ 16 ]        |
| Spirit Airlines      | Baltimore, Boston, Detroit, Fort Lauderdale, Las Vegas, Newark, New York–LaGuardia | [ 21 ] [ 22 ] |
| Sun Country Airlines | Szezonális: Minneapolis/St. Paul |               |
| United Airlines      | Chicago–O'Hare, Denver, Newark, Washington–Dulles Szezonális: Houston–Intercontinental | [ 23 ]        |
| United Express       | Chicago–O'Hare, Houston–Intercontinental, Newark, Washington–Dulles | [ 23 ]        |

### Cargo
| Légitársaság            | Célállomások                                          |
| ----------------------- | ----------------------------------------------------- |
| Atlas Air               | Anchorage, Everett, Miami, Taranto, Wichita–McConnell |
| FedEx                   | Greensboro, Memphis, Nashville                        |
| FedEx Feeder            | Memphis                                               |
| Western Global Airlines | Fort Myers                                            |